# Harald Bosüner
Harald Bosüner (17 de Outubro de 1913 - ) foi um comandante de U-Boot que serviu na Kriegsmarine durante a Segunda Guerra Mundial.